# SG Eichkamp
Die Sportgruppe Eichkamp war eine kommunale Sportgruppe in Berlin. In Berlin waren nach dem Zweiten Weltkrieg alle Sportvereine aufgelöst worden, für den Spielbetrieb der Mannschaftssportarten wurden 1946 kommunale Sportgruppen gebildet. Die SG Eichkamp war nach der Siedlung Eichkamp in Charlottenburg benannt.
Die Eishockeymannschaft bildete sich aus dem Berliner Schlittschuhclub. Dieser wurde 1951 wieder unter diesem Namen gegründet.
Die Fußballmannschaft bestand hauptsächlich aus den Spielern des SC Charlottenburg. Am 10. Oktober 1949 wurde der SC Charlottenburg neu gegründet.